# Suisse au Concours Eurovision de la chanson 1957
La Suisse a participé au Concours Eurovision de la chanson 1957 à Francfort-sur-le-Main en Allemagne de l'Ouest. C'est la 2e fois que la Suisse participe au concours. 
Le pays est représenté par la chanson L'Enfant que j'étais, interprétée par Lys Assia. Elle termine à la 8e place avec 5 points, ex æquo avec la Belgique.